# Wijewo
Wijewo è un comune rurale polacco del distretto di Leszno, nel voivodato della Grande Polonia.
Ricopre una superficie di 61,37 km² e nel 2004 contava 3 449 abitanti.